# Diolcogaster duris
Diolcogaster duris är en stekelart som först beskrevs av Nixon 1965.  Diolcogaster duris ingår i släktet Diolcogaster och familjen bracksteklar. Inga underarter finns listade i Catalogue of Life.